# Elisa Bonaparte
Maria Anna (Marie Anne) Elisa Bonaparte Baciocchi Levoy, född i Ajaccio på Korsika den 13 januari 1777, död nära Villa Vicentina  den 7 augusti 1820, var regerande furstinna av Lucca och Piombino och regerande hertiginna av Massa och Carrara från 1805 till 1814, och regerande storhertiginna av Toscana från 1809 till 1814. Hon var dotter till Carlo Buonaparte och Laetitia Ramolino; yngre syster till Napoleon Bonaparte. Hennes dopnamn var Maria-Anna, men hon kallades Elisa.

## Biografi

### Tidigt liv
Elisa utbildades i Maison royale de Saint-Louis från 1784 till 1792, då skolan stängdes under franska revolutionen och hon tvingades återvända till Korsika. Hon lämnade Korsika med resten av familjen 1795 och flyttade till Marseilles, där hon gifte sig den 1 maj 1797 med Felice Baciocchi. År 1799 tog hennes bror Napoleon makten i Frankrike, och Elisa bosatte sig då Paris, där hon umgicks i stadens intellektuella kretsar. Tillsammans med sin bror Lucien Bonaparte höll hon en litterär salong på Hôtel de Brissac. När Lucien blev änkling år 1800, tog hon hand om hans döttrar. När Lucien utnämndes till ambassadör i Spanien, blev Elisas make hans sekreterare, men hon kvarblev i Paris. 

### Furstinna av Lucca och Piombino
Efter det att hennes bror antagit kejsartiteln år 1804 fick Elisa titeln kejserlig höghet, och hennes make blev sedermera general och senator. Påföljande år erhöll hon och hennes make furstendömena Lucca och Piombino. Hon tilldelades Piombino 19 mars, och Lucca lades till i juni. Napoleon ansåg Piombino viktigt på grund av dess strategiska position gentemot Elba och Korsika, och Lucca var ett lokalt kommersiellt centrum. Den 14 juli 1805 gjorde Elisa och hennes make Felice sitt formella intåg i Lucca. 
Napoleon ogillade politiskt aktiva kvinnor, men Elisa var ett undantag och hon var den enda kvinna han gav någon verklig politisk makt. Han hade en hög tanke om hennes förmåga därför att han ansåg att hon hade ett manligt psyke. Han beskrev henne: 
"Min syster Elisa har ett maskulint sinne, en kraftfull karaktär, ädla kvaliteter och en häpnadsväckande intelligens: hon möter motstånd med mod."
Elisa styrde sina länder med klokhet och kraft. Napoleon hade formellt utnämnt Elisa och Felice till samregenter, men Felice höll sig till militära frågor och överlämnade all övrig politik på Elisa. Hon grundade en bank och en akademi för skulptörer, och reformerade lagstiftningen enligt franskt mönster. Hon beskattade kyrkan och stängde alla kloster utom de som fungerade som andra verksamheter, och införde fri sjukvård för fattiga. Hon grundade en skola och inrättad en kommitté för jordbrukets förbättrande (1807). Hon grundade allmänna skolor och införde obligatorisk skolgång för flickor. Hon var även sysselsatt med stora byggprojekt, så som en akvedukt som hon började bygga 1811. Hon var ingen populär regent: Lucca var ockuperat, befolkningen såg henne som en representant för ockupationsmakten, och hon ogillades för sin franskvänlighet, sin fientlighet mot kyrkan och rivandet av gamla byggnader, och kallades ironiskt för "La Madame". I mars 1806 tilldelade Napoleon henne även Massa och Carrara, som var Europas främsta källa för vit marmor i Europa. 

### Storhertiginna av Toscana
Napoleon hade år 1801 skapat kungadömet Etrurien i Toscana. Sex år senare upplöste han Etrurien, och Toscana placerades tillfälligt under Jacques-François Menou. Elisa förklarade sig villig att överta ansvaret för territoriet. Hennes utnämning sköts upp för att hon drabbades av sjukdom, men i mars 1809 utnämndes hon till regerande storhertiginna av det återupprättade Storhertigdömet Toscana. Hennes befogenheter var dock mindre än de hade varit i hennes förra rike, då villkoren för utnämningen förklarade att hon var skyldig att utföra de föreskrifter Napoleon gav henne och inte hade någon rätt att modifiera dem. Hon anlände till Toscana huvudstad Florens 2 april 1809. 
Elisa mottogs kallt i Florens, där hon liksom i Lucca sågs som den hatade franska ockupationsmaktens representant. Även här förde hon dock en effektiv regering. Liksom i Lucca införde hon en beskattning av kyrkan och utförde en klosterreduktion. Hon agerade som beskyddare för konst och vetenskap. Ryktena säger, att hon under åren som storhertiginna av Toscana hade ett kärleksförhållande med sin hovmusiker, violinvirtuosen Paganini. I mars 1810 närvarade Elisa vid Napoleons andra bröllop i Paris. 
Relationen med Napoleon blev ansträngd under åren i Toscana, då han vid flera tillfällen ifrågasatte om hon hade utfört hans direktiv om styrelsen av Toscana korrekt. Han krävde henne också på skatt på Massa och Carrara, vilket hon vägrade då hon menade att hon redan hade betalat; och 1811 införde han utskrivning av soldater till franska armén från Lucca, vilket de fram till dess hade besparats, något som underminerade hennes auktoritet där.  
Under resningen mot Napoleon anslöt sig Elisas svåger, Neapels kung Joachim Murat, till Napoleons fiender i utbyte mot att få behålla Neapels tron. I januari 1814 nådde den neapolitanska armén Florens och begärde att bli insläppt. Elisa vägrade, men en resning ägde rum inne i Florens och hon tvingades fly från Pittipalatset till Lucca. Toscana kunde då ockuperas av Murat, som enligt överenskommelse återlämnade det till Ferdinand III av Toscana. I mars 1814 närmade sig britterna under Lord William Bentinck även Lucca. Elisa förklarade att hon tog avstånd från kejsardömet, och Bentinck begärde att innevånarna i Lucca skulle överlämna henne. Lucca föll, och Elisa Bonaparte fick under hot om arrestering lämna staden. Hon reste till sin make i Genua, och de tog sig via Turin till Frankrike. 

### Senare liv
Efter Napoleons fall tilläts Elisa bosätta sig i Bologna under namnet grevinnan di Compignano. Hon följde alla politiska nyheter och närvarade vid Wienkongressen i ett försök att kämpa för sina rättigheter. Under Napoleons flykt från Elba, den 25 mars 1815, arresterades Elisa och hölls under arrest i den österrikiska fästningen Brunn. 
Efter de hundra dagarna 1815 utvisades Elisa ur Italien och bodde därefter mestadels i trakterna av Trieste, som då tillhörde Kejsardömet Österrike. Hon levde där ett bekvämt liv i en krets av franska emigranter och konstnärer, och finansierade arkeologiska utgrävningar. 

## Barn
1. Napoléon, född och död 1798
2. Napoléone Elisa Bacciochi (1806–1869)
3. Jérome-Charles Bacciochi (1810–1811)
4. Frédéric-Napoleon Bacciochi (1813–1833; han kastades av från hästen under en ridtur i Rom och skadades till döds; när hans mormor, Laetitia Ramolino, fick veta detta var hon tyst i flera timmar, innan hon yttrade "Det ligger ett olycksbringande öde över tredje generationen Bonaparte; de dör alla en våldsam död")
5. Ytterligare ett barn